# بولسون
بولسون (مونتانا) (بالإنجليزية: Polson, Montana)‏ هي مدينة تقع في الولايات المتحدة في مقاطعة ليك، مونتانا. يقدر عدد سكانها بـ 4,488 نسمة ومساحتها 10.80 كم2 وترتفع عن سطح البحر 892 متر.

## التركيبة السكانية
قام مكتب تعداد الولايات المتحدة بتحديد بيانات التركيبة السكانية لبولسونفي تعداد الولايات المتحدة. في ما يلي، التركيبة السكانية حسب تعدادي 2000 و2010.

### تعداد عام 2000
بلغ عدد سكان بولسون 4,041 نسمة بحسب تعداد عام 2000، وبلغ عدد الأسر 1,739 أسرة وعدد العائلات 1,052 عائلة مقيمة في المدينة. في حين سجلت الكثافة السكانية 1,490.9 نسمة لكل ميل مربع (575.6/كم2). وبلغ عدد الوحدات السكنية 1,977 وحدة بمتوسط كثافة قدره 729.4 نسمة لكل ميل مربع (281.6/كم2).
وتوزع التركيب العرقي للمدينة بنسبة 78.25% من البيض و 16.11% من الأمريكيين الأصليين و 0.47% من الأمريكيين ذوي الأصول الآسيوية و 0.07% من سكان جزر المحيط الهادئ و 0.15% من الأمريكيين الأفارقة و 4.50% من عرقين مختلطين أو أكثر.
بلغ عدد الأسر 1,739 أسرة كانت نسبة 31.1% منها لديها أطفال تحت سن الثامنة عشر تعيش معهم، وبلغت نسبة الأزواج القاطنين مع بعضهم البعض 42.7% من أصل المجموع الكلي للأسر، ونسبة 13.2% من الأسر كان لديها معيلات من الإناث دون وجود شريك، وكانت نسبة 39.5% من غير العائلات. تألفت نسبة 34.0% من أصل جميع الأسر من أفراد ونسبة 16.7% كانوا يعيش معهم شخص وحيد يبلغ من العمر 65 عاماً فما فوق. وبلغ متوسط حجم الأسرة المعيشية 2.86، أما متوسط حجم العائلات فبلغ 2.25.
بلغ العمر الوسطي للسكان 39 عاماً. وكانت نسبة 25.6% من القاطنين تحت سن الثامنة عشر، وكانت نسبة 8.7% بين الثامنة عشر والأربعة وعشرون عاماً، ونسبة 25.3% كانت واقعةً في الفئة العمرية ما بين الخامسة والعشرون حتى والأربعة وأربعون عاماً، ونسبة 20.9% كانت ما بين الخامسة والأربعون حتى الرابعة والستون، ونسبة 19.6% كانت ضمن فئة الخامسة والستون عاماً فما فوق. يوجد لكل 100 أنثى 86.8 ذكر، ويوجد لكل 100 أنثى في الثامنة عشر من عمرها فما فوق 83.8 ذكر.
بلغ متوسط دخل الأسرة في المدينة 21,870 دولار، أما متوسط دخل العائلة فبلغ 30,833 دولار. وكان متوسط دخل الذكور 21,113 دولار مقابل 19,210 دولار للإناث. وسجل دخل الفرد الخاص بالمدينة 13,777 دولار. وكانت نسبة 16.0% من العائلات ونسبة 19.8% من السكان تحت خط الفقر، وكان من هؤلاء نسبة 27.5% تحت سن الثامنة عشر ونسبة 12.2% في الخامسة والستين من العمر وما فوق.

### تعداد عام 2010
بلغ عدد سكان بولسون 4,488 نسمة بحسب تعداد عام 2010، وبلغ عدد الأسر 1,991 أسرة وعدد العائلات 1,150 عائلة مقيمة في المدينة. في حين سجلت الكثافة السكانية 1,084.1 نسمة لكل ميل مربع (418.6/كم2). وبلغ عدد الوحدات السكنية 2,506 وحدة بمتوسط كثافة قدره 605.3 لكل ميل مربع (233.7/كم2).
وتوزع التركيب العرقي للمدينة بنسبة 74.7% من البيض و 15.7% من الأمريكيين الأصليين و 0.8% من الأمريكيين ذوي الأصول الآسيوية و 0.2% من الأمريكيين الأفارقة و 8.0% من عرقين مختلطين أو أكثر.
بلغ عدد الأسر 1,991 أسرة كانت نسبة 29.1% منها لديها أطفال تحت سن الثامنة عشر تعيش معهم، وبلغت نسبة الأزواج القاطنين مع بعضهم البعض 38.6% من أصل المجموع الكلي للأسر، ونسبة 13.9% من الأسر كان لديها معيلات من الإناث دون وجود شريك، بينما كانت نسبة 5.3% من الأسر لديها معيلون من الذكور دون وجود شريكة وكانت نسبة 42.2% من غير العائلات. تألفت نسبة 35.7% من أصل جميع الأسر من أفراد ونسبة 15.9% كانوا يعيش معهم شخص وحيد يبلغ من العمر 65 عاماً فما فوق. وبلغ متوسط حجم الأسرة المعيشية 2.86، أما متوسط حجم العائلات فبلغ 2.21.
بلغ العمر الوسطي للسكان 40 عاماً. وكانت نسبة 24.2% من القاطنين تحت سن الثامنة عشر، وكانت نسبة 9.1% بين الثامنة عشر والأربعة وعشرون عاماً، ونسبة 22.4% كانت واقعةً في الفئة العمرية ما بين الخامسة والعشرون حتى والأربعة وأربعون عاماً، ونسبة 24.5% كانت ما بين الخامسة والأربعون حتى الرابعة والستون، ونسبة 19.7% كانت ضمن فئة الخامسة والستون عاماً فما فوق. وتوزع التركيب الجنسي للسكان بنسبة 46.9% ذكور و53.1% إناث.